# Halvtäckt stämma
Halvtäckt stämma är samlingsnamn för en orgelstämma som är halvtäckt. Stämmorna har ett lock med ett rör som går igenom det. Exemel på halvtäckta stämmor är rörflöjt, koppelflöjt, spelflöjt, rörgedackt och rörpommer.